# Tamara a Georgiei
Tamara cea Mare (în georgiană თამარი, n. c. 1160 – d. 18 ianuarie 1213) a fost regină a Georgiei între anii 1184 și 1213, perioadă de timp numită ulterior „Epoca de Aur a Georgiei”. Ea a făcut parte din dinastia Bagrationi și a fost prima femeie care a condus Georgia.
Tamara a fost căsătorită de două ori; primul său mariaj a fost între anii 1185–1187, cu cneazul rus' Iuri Bogoliubski, de care ulterior a divorțat și l-a expulzat din țară, reușind, mai apoi, să respingă încercările lui de a prelua tronul. Cel de-al doilea ales al Tamarei a fost, în 1191, cneazul alan David Soslan, cu care ea a avut doi copii, George și Rusudan, cei doi monarhi succesivi la tronul Georgiei.

Georgia în 1213, aflată la cea mai mare extindere teritorială sub conducerea Reginei Tamara

## Genealogie
Diagrama de mai jos prezintă arborele genealogic prescurtat al Tamarei și familiei sale, de la buneii săi până la nepoți.
|                                            |                                            |                                            |                                            |                                            |                                            |  |  |  |  | Demetrius I Rege al Georgiei, 1125–1154       |                                               |                                               |                                               |                                               |                                               |                                              |                                              |                                              |                                              |  |  |                                      |                                      |                                      |                                      |                                      |                                      |                                             |                                             |                                             |                                             |                                             |                                             |              |              |              |              |              |              |        |        |  |  |
|                                            |                                            |                                            |                                            |                                            |                                            |  |  |  |  |                                               |                                               |                                               |                                               |                                               |                                               |                                              |                                              |                                              |                                              |  |  |                                      |                                      |                                      |                                      |                                      |                                      |                                             |                                             |                                             |                                             |                                             |                                             |              |              |              |              |              |              |        |        |  |  |
|                                            |                                            |                                            |                                            |                                            |                                            |  |  |  |  |                                               |                                               |                                               |                                               |                                               |                                               |                                              |                                              |                                              |                                              |  |  |                                      |                                      |                                      |                                      |                                      |                                      |                                             |                                             |                                             |                                             |                                             |                                             |              |              |              |              |              |              |        |        |  |  |
| David al V-lea Rege al Georgiei, 1154–1155 | David al V-lea Rege al Georgiei, 1154–1155 | David al V-lea Rege al Georgiei, 1154–1155 | David al V-lea Rege al Georgiei, 1154–1155 | David al V-lea Rege al Georgiei, 1154–1155 | David al V-lea Rege al Georgiei, 1154–1155 |  |  |  |  | George al III-lea Rege al Georgiei, 1155–1184 | George al III-lea Rege al Georgiei, 1155–1184 | George al III-lea Rege al Georgiei, 1155–1184 | George al III-lea Rege al Georgiei, 1155–1184 | George al III-lea Rege al Georgiei, 1155–1184 | George al III-lea Rege al Georgiei, 1155–1184 |                                              |                                              |                                              |                                              |  |  | Burduhan de Alania                   | Burduhan de Alania                   | Burduhan de Alania                   | Burduhan de Alania                   | Burduhan de Alania                   | Burduhan de Alania                   |                                             |                                             | Rusudan                                     | Rusudan                                     | Rusudan                                     | Rusudan                                     | Rusudan      | Rusudan      |              |              |              |              |        |        |  |  |
| David al V-lea Rege al Georgiei, 1154–1155 | David al V-lea Rege al Georgiei, 1154–1155 | David al V-lea Rege al Georgiei, 1154–1155 | David al V-lea Rege al Georgiei, 1154–1155 | David al V-lea Rege al Georgiei, 1154–1155 | David al V-lea Rege al Georgiei, 1154–1155 |  |  |  |  | George al III-lea Rege al Georgiei, 1155–1184 | George al III-lea Rege al Georgiei, 1155–1184 | George al III-lea Rege al Georgiei, 1155–1184 | George al III-lea Rege al Georgiei, 1155–1184 | George al III-lea Rege al Georgiei, 1155–1184 | George al III-lea Rege al Georgiei, 1155–1184 |                                              |                                              |                                              |                                              |  |  | Burduhan de Alania                   | Burduhan de Alania                   | Burduhan de Alania                   | Burduhan de Alania                   | Burduhan de Alania                   | Burduhan de Alania                   |                                             |                                             | Rusudan                                     | Rusudan                                     | Rusudan                                     | Rusudan                                     | Rusudan      | Rusudan      |              |              |              |              |        |        |  |  |
|                                            |                                            |                                            |                                            |                                            |                                            |  |  |  |  |                                               |                                               |                                               |                                               |                                               |                                               |                                              |                                              |                                              |                                              |  |  |                                      |                                      |                                      |                                      |                                      |                                      |                                             |                                             |                                             |                                             |                                             |                                             |              |              |              |              |              |              |        |        |  |  |
|                                            |                                            |                                            |                                            |                                            |                                            |  |  |  |  |                                               |                                               |                                               |                                               |                                               |                                               |                                              |                                              |                                              |                                              |  |  |                                      |                                      |                                      |                                      |                                      |                                      |                                             |                                             |                                             |                                             |                                             |                                             |              |              |              |              |              |              |        |        |  |  |
| Demna                                      | Demna                                      | Demna                                      | Demna                                      | Demna                                      | Demna                                      |  |  |  |  |                                               |                                               |                                               |                                               | Tamara Regină a Georgiei, 1184–1213           | Tamara Regină a Georgiei, 1184–1213           | Tamara Regină a Georgiei, 1184–1213          | Tamara Regină a Georgiei, 1184–1213          | Tamara Regină a Georgiei, 1184–1213          | Tamara Regină a Georgiei, 1184–1213          |  |  |                                      |                                      | 1. Iuri Bogoliubski                  | 1. Iuri Bogoliubski                  | 1. Iuri Bogoliubski                  | 1. Iuri Bogoliubski                  | 1. Iuri Bogoliubski                         | 1. Iuri Bogoliubski                         |                                             |                                             |                                             |                                             | ?Rusudan     | ?Rusudan     | ?Rusudan     | ?Rusudan     | ?Rusudan     | ?Rusudan     |        |        |  |  |
| Demna                                      | Demna                                      | Demna                                      | Demna                                      | Demna                                      | Demna                                      |  |  |  |  |                                               |                                               |                                               |                                               | Tamara Regină a Georgiei, 1184–1213           | Tamara Regină a Georgiei, 1184–1213           | Tamara Regină a Georgiei, 1184–1213          | Tamara Regină a Georgiei, 1184–1213          | Tamara Regină a Georgiei, 1184–1213          | Tamara Regină a Georgiei, 1184–1213          |  |  |                                      |                                      | 1. Iuri Bogoliubski                  | 1. Iuri Bogoliubski                  | 1. Iuri Bogoliubski                  | 1. Iuri Bogoliubski                  | 1. Iuri Bogoliubski                         | 1. Iuri Bogoliubski                         |                                             |                                             |                                             |                                             | ?Rusudan     | ?Rusudan     | ?Rusudan     | ?Rusudan     | ?Rusudan     | ?Rusudan     |        |        |  |  |
|                                            |                                            |                                            |                                            |                                            |                                            |  |  |  |  |                                               |                                               |                                               |                                               |                                               |                                               |                                              |                                              |                                              |                                              |  |  |                                      |                                      |                                      |                                      |                                      |                                      |                                             |                                             |                                             |                                             |                                             |                                             |              |              |              |              |              |              |        |        |  |  |
|                                            |                                            |                                            |                                            |                                            |                                            |  |  |  |  |                                               |                                               |                                               |                                               |                                               |                                               |                                              |                                              |                                              |                                              |  |  |                                      |                                      | 2. David Soslan                      |                                      |                                      |                                      |                                             |                                             |                                             |                                             |                                             |                                             |              |              |              |              |              |              |        |        |  |  |
|                                            |                                            |                                            |                                            |                                            |                                            |  |  |  |  |                                               |                                               |                                               |                                               |                                               |                                               |                                              |                                              |                                              |                                              |  |  |                                      |                                      |                                      |                                      |                                      |                                      |                                             |                                             |                                             |                                             |                                             |                                             |              |              |              |              |              |              |        |        |  |  |
|                                            |                                            |                                            |                                            |                                            |                                            |  |  |  |  |                                               |                                               |                                               |                                               |                                               |                                               |                                              |                                              |                                              |                                              |  |  |                                      |                                      |                                      |                                      |                                      |                                      |                                             |                                             |                                             |                                             |                                             |                                             |              |              |              |              |              |              |        |        |  |  |
|                                            |                                            |                                            |                                            |                                            |                                            |  |  |  |  |                                               |                                               |                                               |                                               |                                               |                                               |                                              |                                              |                                              |                                              |  |  |                                      |                                      |                                      |                                      |                                      |                                      |                                             |                                             |                                             |                                             |                                             |                                             |              |              |              |              |              |              |        |        |  |  |
|                                            |                                            |                                            |                                            |                                            |                                            |  |  |  |  |                                               |                                               |                                               |                                               | George al IV-lea Rege al Georgiei, 1213–1223  | George al IV-lea Rege al Georgiei, 1213–1223  | George al IV-lea Rege al Georgiei, 1213–1223 | George al IV-lea Rege al Georgiei, 1213–1223 | George al IV-lea Rege al Georgiei, 1213–1223 | George al IV-lea Rege al Georgiei, 1213–1223 |  |  | Rusudan Regină a Georgiei, 1223–1245 | Rusudan Regină a Georgiei, 1223–1245 | Rusudan Regină a Georgiei, 1223–1245 | Rusudan Regină a Georgiei, 1223–1245 | Rusudan Regină a Georgiei, 1223–1245 | Rusudan Regină a Georgiei, 1223–1245 |                                             |                                             |                                             |                                             |                                             |                                             | Ghias ad-din | Ghias ad-din | Ghias ad-din | Ghias ad-din | Ghias ad-din | Ghias ad-din |        |        |  |  |
|                                            |                                            |                                            |                                            |                                            |                                            |  |  |  |  |                                               |                                               |                                               |                                               | George al IV-lea Rege al Georgiei, 1213–1223  | George al IV-lea Rege al Georgiei, 1213–1223  | George al IV-lea Rege al Georgiei, 1213–1223 | George al IV-lea Rege al Georgiei, 1213–1223 | George al IV-lea Rege al Georgiei, 1213–1223 | George al IV-lea Rege al Georgiei, 1213–1223 |  |  | Rusudan Regină a Georgiei, 1223–1245 | Rusudan Regină a Georgiei, 1223–1245 | Rusudan Regină a Georgiei, 1223–1245 | Rusudan Regină a Georgiei, 1223–1245 | Rusudan Regină a Georgiei, 1223–1245 | Rusudan Regină a Georgiei, 1223–1245 |                                             |                                             |                                             |                                             |                                             |                                             | Ghias ad-din | Ghias ad-din | Ghias ad-din | Ghias ad-din | Ghias ad-din | Ghias ad-din |        |        |  |  |
|                                            |                                            |                                            |                                            |                                            |                                            |  |  |  |  |                                               |                                               |                                               |                                               |                                               |                                               |                                              |                                              |                                              |                                              |  |  |                                      |                                      |                                      |                                      |                                      |                                      |                                             |                                             |                                             |                                             |                                             |                                             |              |              |              |              |              |              |        |        |  |  |
|                                            |                                            |                                            |                                            |                                            |                                            |  |  |  |  |                                               |                                               |                                               |                                               |                                               |                                               |                                              |                                              |                                              |                                              |  |  |                                      |                                      |                                      |                                      |                                      |                                      |                                             |                                             |                                             |                                             |                                             |                                             |              |              |              |              |              |              |        |        |  |  |
|                                            |                                            |                                            |                                            |                                            |                                            |  |  |  |  |                                               |                                               |                                               |                                               | David al VII-lea Rege al Georgiei, 1247–1270  | David al VII-lea Rege al Georgiei, 1247–1270  | David al VII-lea Rege al Georgiei, 1247–1270 | David al VII-lea Rege al Georgiei, 1247–1270 | David al VII-lea Rege al Georgiei, 1247–1270 | David al VII-lea Rege al Georgiei, 1247–1270 |  |  |                                      |                                      |                                      |                                      |                                      |                                      | David al VI-lea Rege al Georgiei, 1245–1293 | David al VI-lea Rege al Georgiei, 1245–1293 | David al VI-lea Rege al Georgiei, 1245–1293 | David al VI-lea Rege al Georgiei, 1245–1293 | David al VI-lea Rege al Georgiei, 1245–1293 | David al VI-lea Rege al Georgiei, 1245–1293 |              |              | Tamara       | Tamara       | Tamara       | Tamara       | Tamara | Tamara |  |  |

### Engleză
- Alemany, Agusti (2000), Sources of the Alans: A Critical Compilation. Brill Publishers. ISBN 90-04-11442-4.
- Allen, William Edward David (1932, reissued 1971), A History of the Georgian People: From the Beginning Down to the Russian Conquest in the Nineteenth Century. Taylor & Francis, ISBN 0-7100-6959-6.
- Ciggaar, Krijnie & Teule, Herman (ed., 1996), East and West in the Crusader States. Peeters Publishers, ISBN 90-429-1287-1.
- Eastmond, Antony (1998), Royal Imagery in Medieval Georgia. Penn State Press, ISBN 0-271-01628-0.
- Humphreys, Stephen R. (1977), From Saladin to the Mongols: The Ayyubids of Damascus, 1193–1260. SUNY Press, ISBN 0-87395-263-4.
- James, Liz (ed., 1997), Women, Men and Eunuchs: Gender in Byzantium. Routledge, ISBN 0-415-14686-0.
- Khazanov, Anatoly M. & Wink, André (2001), Nomads in the Sedentary World. Routledge, ISBN 0-7007-1369-7.
- Lordkipanidze, Mariam (1987), Georgia in the XI-XII Centuries. Tbilisi: Ganatleba.
- Rapp Jr., Stephen H. (1993), "Coinage of T'amar, Sovereign of Georgia in Caucasia", Le Muséon 106/3–4: pp. 309–330.
- Rapp, Stephen H. (2003), Studies In Medieval Georgian Historiography: Early Texts And Eurasian Contexts. Peeters Publishers, ISBN 90-429-1318-5.
- Rayfield, Donald (2000), The Literature of Georgia: A History. Routledge, ISBN 0-7007-1163-5.
- Salia, Kalistrat (1983). History of the Georgian Nation. (trans., Katharine Vivian.) (2nd ed.) Paris: Académie française.
- Suny, Ronald Grigor (1994), The Making of the Georgian Nation. Indiana University Press, ISBN 0-253-20915-3.
- Toumanoff, Cyril (1966), "Armenia and Georgia," The Cambridge Medieval History, vol. 4, pp. 593–637. Cambridge England: Cambridge University Press (Online version from Robert Bedrosian's Armenian History Workshop).
- Toumanoff, Cyril (July 1940), "On the Relationship between the Founder of the Empire of Trebizond and the Georgian Queen Thamar", Speculum, Vol. 15, No. 3: pp. 299–312.
- Vasiliev, Alexander (January 1936), "The Foundation of the Empire of Trebizond (1204–1222)", Speculum, Vol. 11, No. 1: pp. 3–37.

### Georgiană
- Javahișvili, Ivane (1983), ქართველი ერის ისტორია, ტ. 2. Arhivat în 17 mai 2011, la Wayback Machine. (History of the Georgian Nation, vol. 2). Tbilisi: Metsniereba.
- Melikișvili, Giorgi & Anchabadze, Zurab (ed., 1979), საქართველოს ისტორიის ნარკვევები Arhivat în 100 d.Hr., la Wayback Machine., ტ. 3: საქართველო XI–XV საუკუნეებში (Studies in the History of Georgia, vol. 3: Georgia in the 11th–15th centuries). Tbilisi: Sabchota Sakartvelo.
- Metreveli, Roin (1992), მეფე თამარი ("Queen Tamar"). Tbilisi: Ganatleba, ISBN 5-520-01229-6.

### Rusă
- Dondua, Varlam & Berdzenishvili, Niko (transl., comment., 1985), Жизнь царицы цариц Тамар (The Life of the Queen of Queens Tamar), English summary. Tbilisi: Metsniereba.
- Vateĭshvili, Dzhuansher Levanovich (2003), Грузия и европейские страны. Очерки истории взаимоотношений, XIII-XIX века. Том 1. Грузия и Западная Европа, XIII-XVII века. Книга 1. ("Georgia and the European countries: studies of interrelationship in the 13th–19th centuries. Volume 1: Georgia and Western Europe, 13th–17th centuries. Book 1."). Nauka, ISBN 5-02-008869-2.